# Open 13 Provence 2022
L'Open 13 Provence 2022 è stato un torneo di tennis giocato sul cemento indoor. È stata la 30ª edizione del torneo facente parte dell'ATP Tour 250 nell'ambito dell'ATP Tour 2022. Si è giocato al Palais des Sports di Marsiglia in Francia, dal 14 al 20 febbraio 2022.

## Partecipanti

### Teste di serie
| Nazionalità | Giocatore             | Ranking* | Testa di serie |
| ----------- | --------------------- | -------- | -------------- |
| Grecia      | Stefanos Tsitsipas    | 4        | 1              |
| Russia      | Andrej Rublëv         | 7        | 2              |
| Canada      | Félix Auger-Aliassime | 9        | 3              |
| Russia      | Aslan Karacev         | 14       | 4              |
| Bielorussia | Il'ja Ivaška          | 48       | 5              |
| Paesi Bassi | Tallon Griekspoor     | 62       | 6              |
| Australia   | Alexei Popyrin        | 66       | 7              |
| Italia      | Gianluca Mager        | 67       | 8              |

* Ranking al 7 febbraio 2022.

### Altri partecipanti
I seguenti giocatori hanno ricevuto una wild card per il tabellone principale:
- Jo-Wilfried Tsonga
- Lucas Pouille
- Gilles Simon

I seguenti giocatori sono entrati in tabellone passando dalle qualificazioni:

- Damir Džumhur
- Michail Kukuškin
- Tomáš Macháč
- Roman Safiullin

### Ritiri
Prima del torneo
- Ričardas Berankis → sostituito da  Pierre-Hugues Herbert
- Ugo Humbert → sostituito da  Dennis Novak
- Gianluca Mager → sostituito da  Zizou Bergs
- Jannik Sinner → sostituito da  Kamil Majchrzak

## Partecipanti al doppio

### Teste di serie
| Nazione     | Giocatore             | Nazione  | Giovatore            | Ranking* | Testa di serie |
| ----------- | --------------------- | -------- | -------------------- | -------- | -------------- |
| Francia     | Pierre-Hugues Herbert | Francia  | Nicolas Mahut        | 13       | 1              |
| Sudafrica   | Raven Klaasen         | Giappone | Ben McLachlan        | 66       | 2              |
| Paesi Bassi | Matwé Middelkoop      | Germania | Andreas Mies         | 69       | 3              |
| Regno Unito | Jonny O'Mara          | Spagna   | David Vega Hernández | 160      | 4              |

* Ranking aggiornato al 7 febbraio 2022.

### Altri partecipanti
Le seguenti coppie hanno ricevuto una wildcard per il tabellone principale:
- Ugo Blanchet /  Timo Legout
- Lucas Pouille /  Gilles Simon

## Campioni

### Singolare
Andrej Rublëv ha sconfitto in finale  Félix Auger-Aliassime con il punteggio di 7-5, 7-6(4).
- È il nono titolo in carriera per Rublëv, il primo della stagione.

### Doppio
Denys Molčanov e  Andrej Rublëv hanno sconfitto in finale  Ben McLachlan e  Raven Klaasen con il punteggio di 4-6, 7-5, [10-7].